# Fonetisch alfabet
Een fonetisch alfabet is een alfabet dat bedoeld is om de klanken uit de gesproken taal eenduidig in geschreven vorm vast te leggen. De symbolen van het alfabet corresponderen op een unieke manier met spraakklanken, terwijl dit voor gewone geschreven taal vaak helemaal niet opgaat. In het Nederlands vertegenwoordigen bijvoorbeeld de letters "e" in "december" drie verschillende klanken. 
Het kan als zodanig gebruikt worden voor het aanleren van de juiste uitspraak van woorden in een andere taal. Men zet streepjes /.../ of haakjes [...] om een woord heen om aan te duiden dat het fonetisch geschreven is. Eigenlijk is fonetisch schrijven dus het schrijven zoals een woord uitgesproken wordt.

## Voorbeeld
Encyclopedie luidt fonetisch in het Nederlands: [εnsiklopedi], en het Engelse encyclopedia: [insajkləpi:diə].
Ook wil men de beklemtoning van een woord kunnen expliciteren. Dit gebeurt vaak door strepen onder beklemtoonde lettergrepen, zoals hierboven, of met een accentteken voor zo'n lettergreep. Dit laatste systeem heeft het voordeel dat een secundair accent (zoals boven op "saj") als zodanig aangegeven kan worden door twee accenttekens in plaats van een.

## Internationaal Fonetisch Alfabet
Geen enkel fonetisch alfabet is internationaal erkend als officiële notatie voor alle spraakklanken. Hetgeen hier het dichtst bij in de buurt komt, is het Internationaal Fonetisch Alfabet van de International Phonetic Association (ook afgekort als IPA). Echter, niet alleen de reeks gebruikte klanken verschilt per taal, ook de wijze van uitspraak van klank kan per taal verschillen aangezien iedere taal zijn eigen klankinventaris heeft. Zo is bijvoorbeeld de Nederlandse "a:" (zie Internationaal Fonetisch Alfabet) iets korter dan de Duitse.
IPA was niet het eerste dergelijke fonetische alfabet. Het is een directe opvolger van Henry Sweets Romic alphabet. Er is een aantal systemen bedacht om IPA te noteren zonder gebruik te maken van tekens die niet in de ASCII tabel staan, X-SAMPA en Kirshenbaum zijn daarvan de meest gebruikte.
De Amerikanistische fonetische notatie is een fonetisch alfabet dat ontwikkeld is om oorspronkelijk Amerikaanse en Europese talen te beschrijven, maar wordt nu ook generiek gebruikt voor andere taalgroepen. Beide systemen gebruiken een aangepaste versie van het Latijnse alfabet als uitgangspunt. Visible speech, ontwikkeld door Alexander Melville Bell, heeft een ander uitgangspunt. Het is een manier om de fysiologische realisatie van klanken in tekens te omschrijven, waarbij de tekens lijken op de positie van mond, tong en tanden, zoals die is tijdens het uitspreken van een klank.
Er zijn ook fonetische alfabetten die specifiek ontwikkeld zijn voor een bepaalde taal. Dit wordt met name gedaan voor talen waarin de uitspraak van woorden niet nauwkeurig samenhangt met hun schrijfwijze. Een voorbeeld is het Initial Teaching Alphabet in het Engels, en het Pinyin voor Mandarijn.